# Христос среди учителей
«Христос среди учителей» — картина Альбрехта Дюрера, написанная им в Венеции в 1506 году. В настоящее время находится в музее Тиссена-Борнемисы в Мадриде.

## История создания

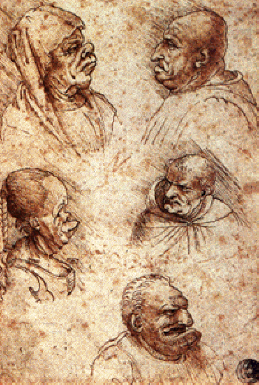
Леонардо да Винчи. Пять гротескных голов. Ок. 1490

Картина датирована самим Дюрером и создана, согласно надписи Opus Quinque Dierum («Сделано в пять дней»), в ту пору, когда художник работал над алтарным образом «Праздник венков из роз». 23 сентября 1506 года Дюрер писал из Венеции своему другу Пиркгеймеру: «Узнайте также, что моя алтарная картина ["Праздник венков из роз"] готова, и ещё другая картина, подобной которой я никогда не делал». Эту «другую картину» некоторые исследователи отождествляют с произведением «Христос среди учителей». Согласно некоторым источникам, картина предназначалась в подарок художнику Джованни Беллини, с которым у Дюрера сложились очень тёплые отношения. Вероятно, в доме Беллини работу Дюрера видел Лоренцо Лотто, который ввёл одну из фигур учителей в композицию своей «Мадонны с младенцем между святыми Игнатием Антиохским и Онуфрием» (Галерея Боргезе, Рим). Дюрер обращался к этой теме ранее в полиптихе «Семь скорбей Марии» (ок. 1500), а несколько позднее — в серии гравюр «Жизнь Марии» (1511), однако композиция венецианской картины имеет принципиально другое строение.

## Сюжет
Этот эпизод из жизни Иисуса — единственное из событий между Рождеством и началом его общественного служения, получившее освещение в канонических Евангелиях (2:42—52). Иосиф, Мария и двенадцатилетний Иисус прибыли в Иерусалим на празднование Пасхи. Когда пришло время возвращения домой, Иисус остался в Иерусалиме. После трёхдневных поисков обеспокоенные родители находят его в Иерусалиме в Храме за диспутом с учёными мудрецами:
Через три дня нашли Его в храме, сидящего посреди учителей, слушающего их и спрашивающего их; все слушавшие Его дивились разуму и ответам Его (2:46, 47).

## Композиция

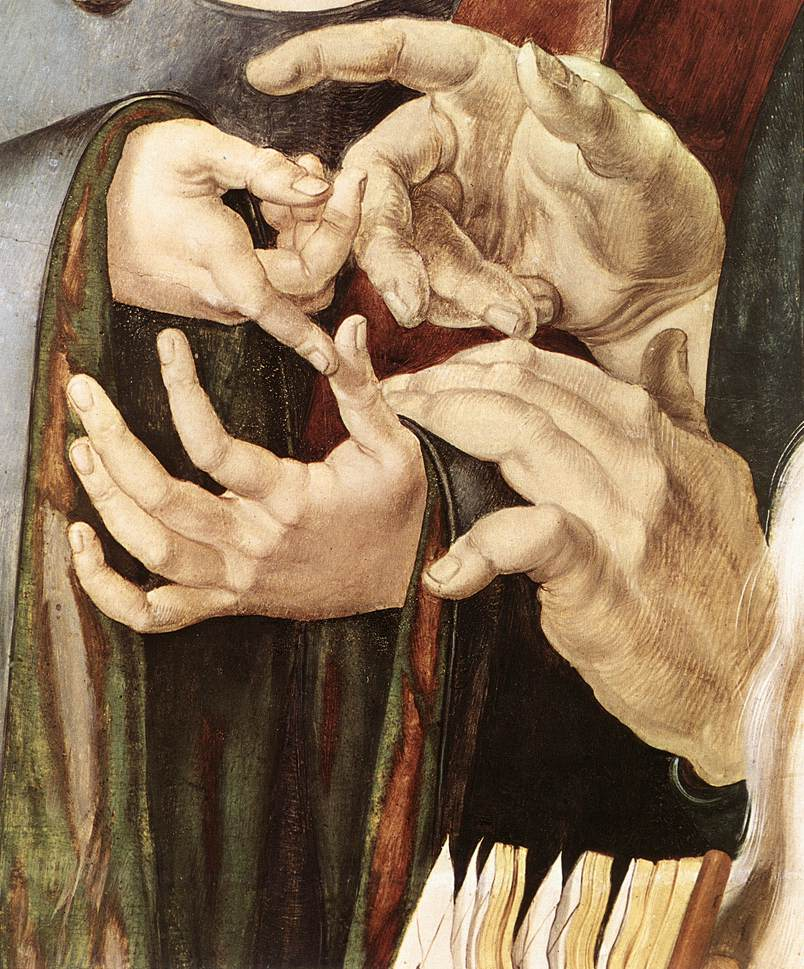
«Христос среди учителей». Фрагмент

Художник избрал момент беседы с учителями. Он отказывается от детализации и, изображая крупным планом лица мудрецов и Христа, заставляет почувствовать «напряжение диспута». Центр композиции — руки Иисуса, уверенно ведущего счёт своим аргументам в беседе и руки одного из учителей, свидетельствующие о «нервозности и смущении». Яркая карикатурная внешность этого мудреца, возможно, отражает влияние одного из рисунков Леонардо да Винчи, увиденных Дюрером. К головному убору ещё одного из собеседников Иисуса по обычаю фарисеев прикреплён картуш с библейским текстом. Среди многочисленных интерпретаций внешнего вида мудрецов существует предположение о том, что Дюрер проиллюстрировал теорию о четырёх темпераментах, лежащих в основе человеческих характеров.